# Посадас Монтеро, Луис Мария де
Луис Мария де Посадас Монтеро (25 июня 1927 — ?) — Уругвайский дипломат.

## Биография
Получил образование в Республиканский университет (Уругвай) (докторант).
- С 1963 по 1966 — Генеральный секретарь Президента Республики.
- С 1966 по 12 июля 1971 — чрезвычайный и полномочный посол Уругвая в Испании.
- С 12 июля 1971 по 1974 — чрезвычайный и полномочный посол Уругвая в СССР.
- С 16 мая 1978 по 5 мая 1980 — чрезвычайный и полномочный посол Уругвая в Аргентине.
- С 1983 по 1987 — чрезвычайный и полномочный посол Уругвая в Великобритании.[1][2]